# Никола Попстефанов (революционер)
Никола Атанасов Попстефанов (изписване до 1945 година: Никола попъ Стефановъ) е български революционер, деец на Вътрешната македоно-одринска революционна организация и Върховния македоно-одрински комитет.

## Биография
Никола Попстефанов е роден на 23 февруари 1884 година в град Охрид, тогава в Османската империя. Завършва основно училище в Охрид, след което учи в третокласното румънско училище в Битоля. През май 1902 година става учител в Турну Мъгуреле, но през 1903 година пристига в София и се включва в четата на Сотир Атанасов, част от по-голямата чета на Михаил Ганчев. Участва в Илинденско-Преображенското въстание и в боевете при местността Китката край Деве баир, а след това четата се изтегля в България. След повторен опит за навлизане в Македония, четата влиза в Сърбия, откъдето се прибира в България и е арестувана от официалните български власти, за да бъде отречено участие на държавата във въстанието.
През октомври 1904 година Никола Попстефанов се включва в четата на Лука Иванов. През декември 1904 година е в четата на Никола Иванов. На 9 март 1905 година участва в сражението с турски аскер край Жерви, Воденско. Селото е опожарено от аскера, а в сражението загиват двама четници, трима селяни куриери, а четниците Данчо и Гушо са ранени. През април участва в сражение с андартската чета на капитан Козос при манастира „Свети Йоан Предтеча“ край Продром, Мъгленско. Между юли-октомври 1905 година четата е в България. След смъртта на Лука Иванов през август 1906 година Никола Попстефанов става четник при войводата дедо Наце. През юни се завръща в България и работи като готвач.
През Балканската война Никола Попстефанов е доброволец в Македоно-одринското опълчение и участва в партизанския отряд на Христо Цветков. На 7 октомври 1912 година участва в сражение с турски башибозук в местността Конопица край село Бохула, Кавадарско и е ранен в главата и лявата ръка. Убити са четниците Иван Буфчето, Григор Лещаров от Охрид, Васко Крушевчето и един селянин куриер. След това Никола Попстефанов се присъединява към партизанските отреди на Кръстьо Гермов и Методи Стойчев. След освобождението на Крушево заминава за Охридско, където се събира с Петър Чаулев и трима негови четници. На 12 ноември 1912 година влизат в Охрид, където отваря собствен хотел близо до Стария чинар. Арестуван е от сръбските власти след потушаването на Охридско-Дебърското въстание. Затворен е в Битолския затвор, където лежи 4 месеца. През 1914 година се установява в Дедеагач, мобилизиран е през Първата световна война, между 1915 и 1916 година е в 59-и пехотен полк, а през 1917 година е в първи взвод, 10-а рота на 60-и пехотен полк. Разболява се тежко и е освободен като небоеспособен.
След войната се връща в Охрид, където живее в крайна бедност. Ражда му се момиченце през 1936 година. Дочаква освобождението на Вардарска Македония през 1941 година.